# Strada statale 1 (Croazia)
La strada statale 1 (in croato Državna cesta 1; in sigla D1) è una strada statale croata.

## Percorso
La strada D1 è definita da seguenti capisaldi di itinerario: "confine sloveno presso Macelj - Krapina - Zagabria - Karlovac - Gračac - Tenin - Bernazze - Spalato".